# Holthe

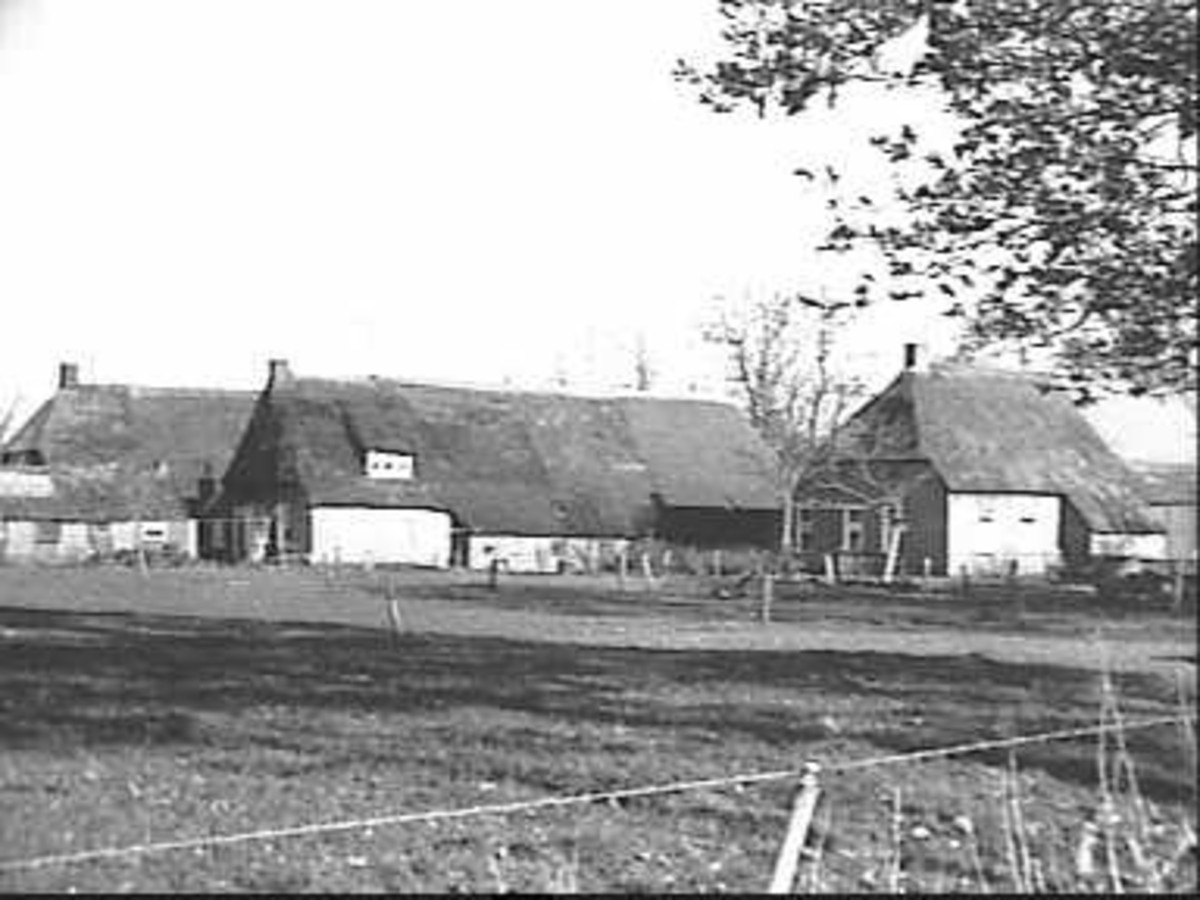
Fazendas em Holthe.

Holthe (52° 51′ N, 6° 32′ L) é uma cidade dos Países Baixos, na província de Drente. Holthe pertence ao município de Midden-Drente, e está situada a 14 km, a norte de Hoogeveen.
A área de Holthe, que também inclui as partes periféricas da cidade, bem como a zona rural circundante, tem uma população estimada em 150 habitantes.